# 桂林县 (中华民国)
桂林县，中国旧县名。
1913年裁桂林府留县，治所在今广西壮族自治区桂林市。1940年桂林县的一部分设立桂林市，其餘部分設置為临桂县。